# Niderviller
Niderviller [nidɛʁvilɛʁ] est une commune française située dans le département de la Moselle, en région Grand Est. Elle est notamment célèbre pour sa faïencerie.
Cette commune se trouve dans la région historique de Lorraine et fait partie du pays de Sarrebourg.

## Géographie
Niderviller se trouve au sud-est de Sarrebourg.

### Accès
La commune est desservie par les routes départementales 45 et 96. Elle est également traversée par le canal de la Marne au Rhin, qui passe par le Souterrain de Niderviller.

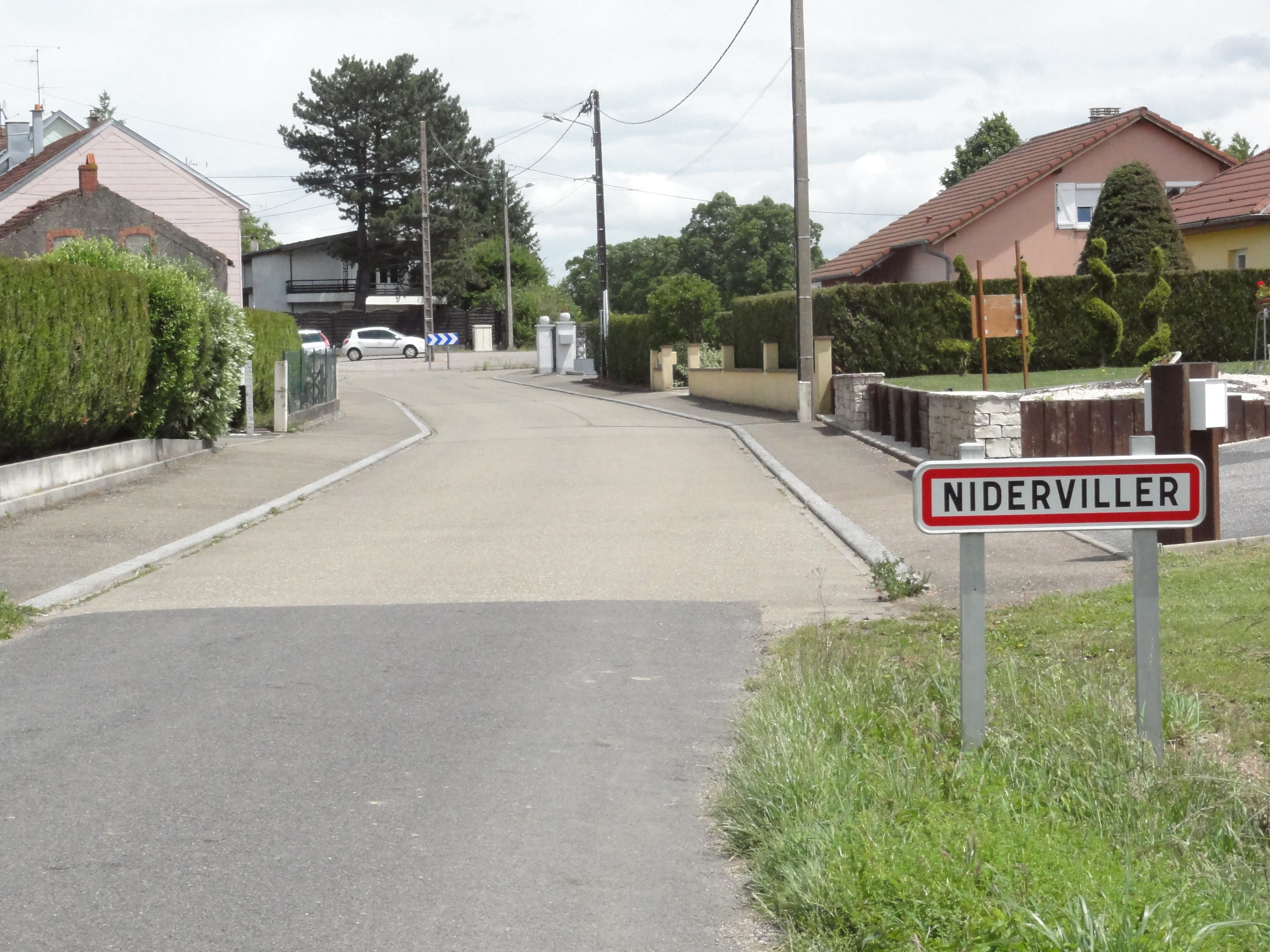
Entrée de Niderviller.
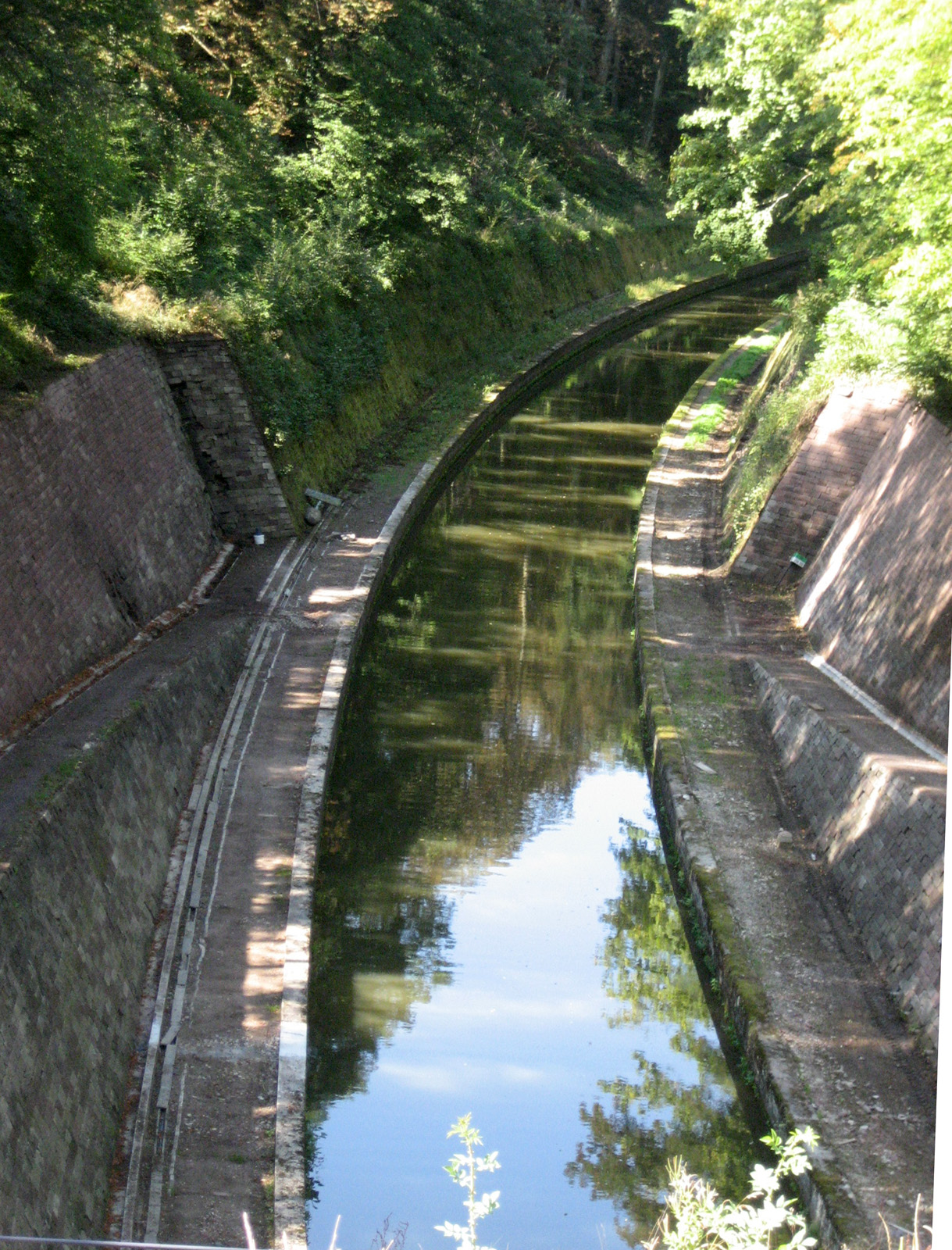
Canal de la Marne au Rhin, entrée du Souterrain de Niderviller.
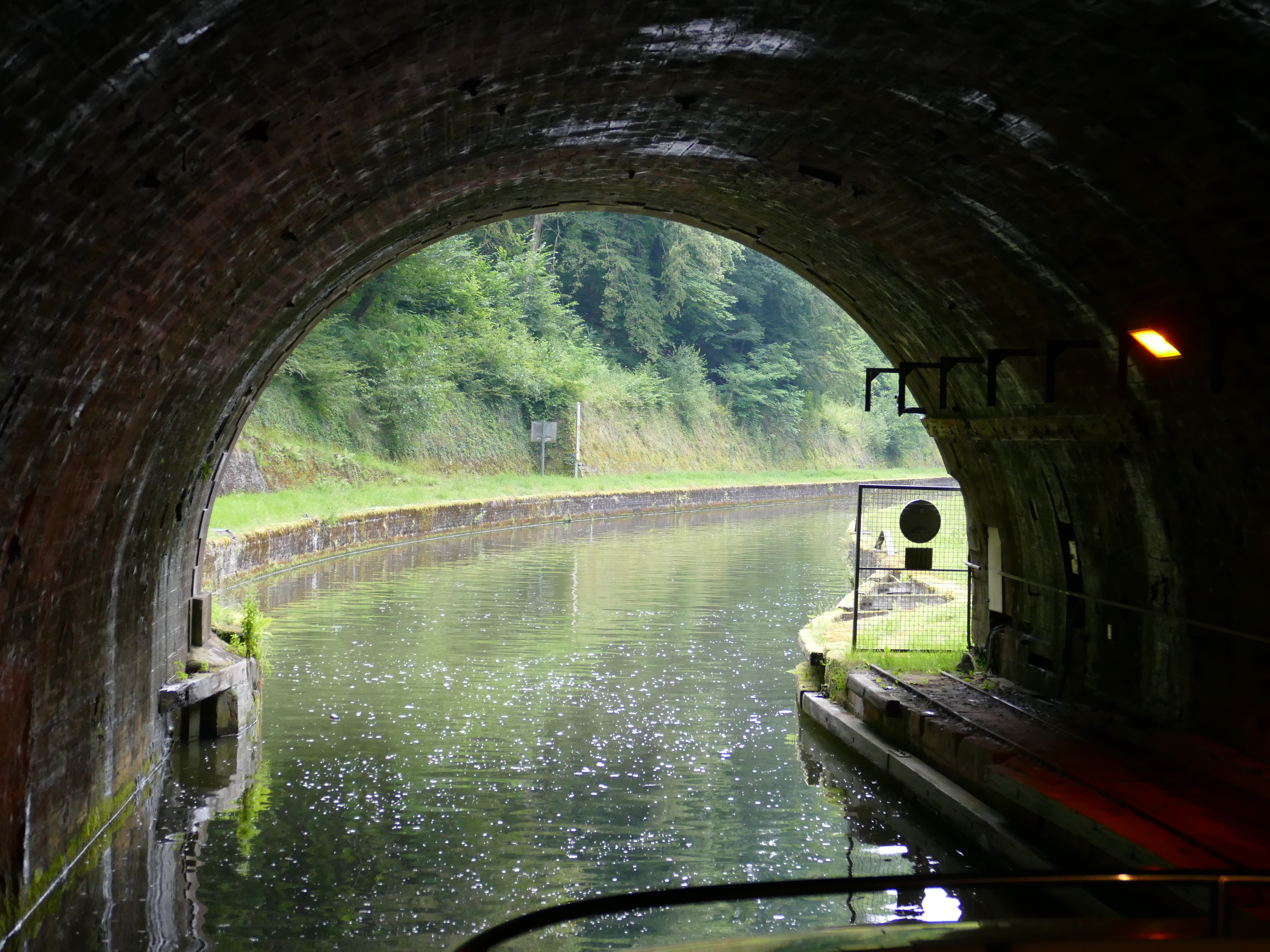
Souterrain de Niderviller.

### Communes limitrophes
| Buhl         | Réding           |             |
|              | Niderviller      | Guntzviller |
| Brouderdorff | Plaine-de-Walsch |             |

### Hydrographie
La commune est située dans le bassin versant du Rhin au sein du bassin Rhin-Meuse. Elle est drainée par le canal de la Marne au Rhin, le ruisseau le Baerenbach, le ruisseau l'Otterbach, le ruisseau de la Weihermatte et le ruisseau le Krayerbach.
Le canal de la Marne au Rhin, d'une longueur totale de 314 km, et 178 écluses à l'origine, relie la Marne (à Vitry-le-François) au Rhin (à Strasbourg). Par le canal latéral de la Marne, il est connecté au réseau navigable de la Seine vers l'Île-de-France et la Normandie.

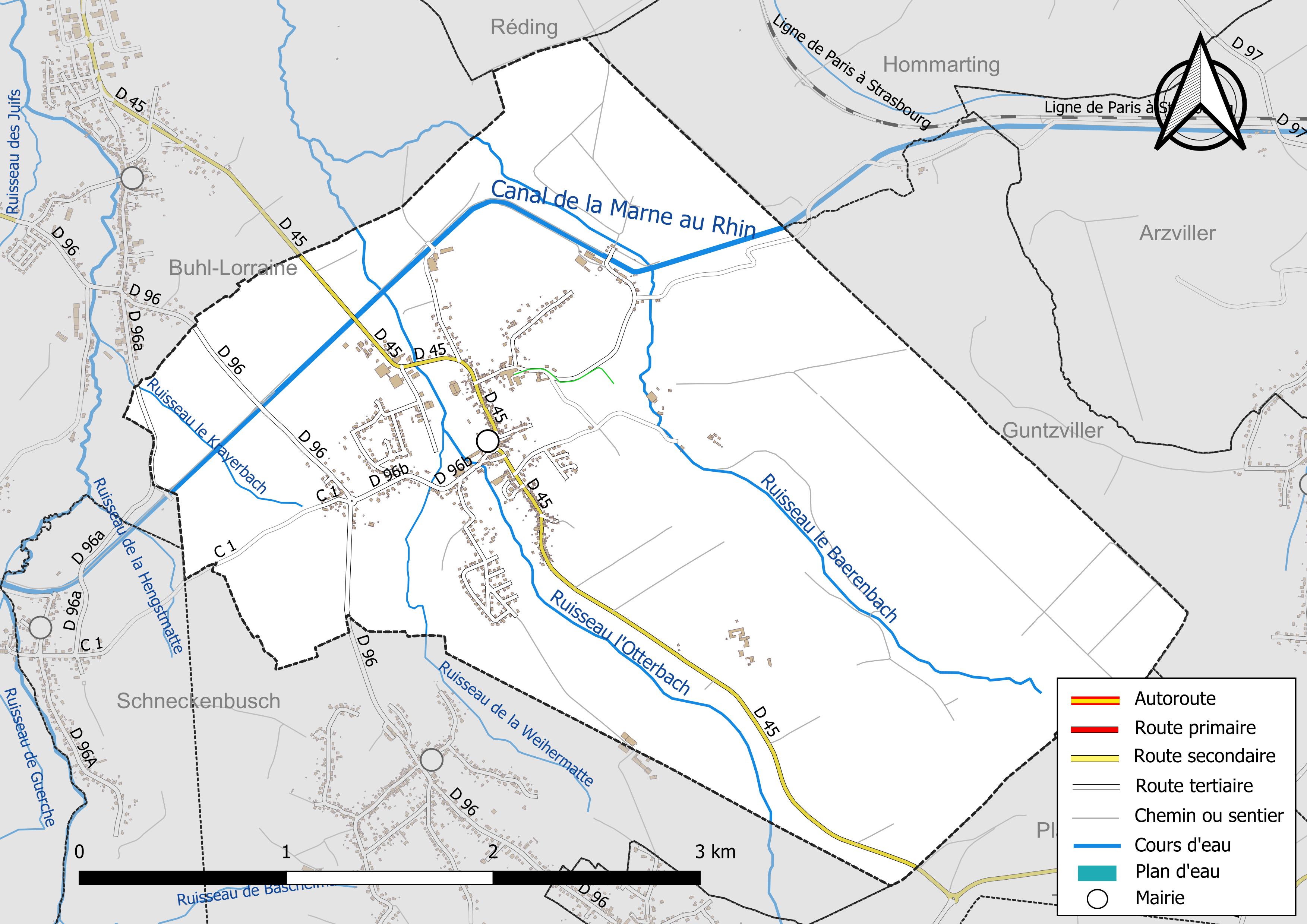
Réseaux hydrographique et routier de Niderviller.

La qualité des eaux des principaux cours d’eau de la commune, notamment du canal de la Marne au Rhin, peut être consultée sur un site dédié géré par les agences de l’eau et l’Agence française pour la biodiversité.

### Climat
Pour des articles plus généraux, voir Climat du Grand Est et Climat de la Moselle.
En 2010, le climat de la commune est de type climat des marges montargnardes, selon une étude du Centre national de la recherche scientifique s'appuyant sur une série de données couvrant la période 1971-2000. En 2020, Météo-France publie une typologie des climats de la France métropolitaine dans laquelle la commune est exposée à un climat semi-continental et est dans la région climatique  Vosges, caractérisée par une pluviométrie très élevée (1 500 à 2 000 mm/an) en toutes saisons et un hiver rude (moins de 1 °C). 
Pour la période 1971-2000, la température annuelle moyenne est de 10,1 °C, avec une amplitude thermique annuelle de 17,1 °C. Le cumul annuel moyen de précipitations est de 990 mm, avec 13,4 jours de précipitations en janvier et 10 jours en juillet. Pour la période 1991-2020, la température moyenne annuelle observée sur la station météorologique de Météo-France la plus proche, « Nitting_sapc », sur la commune de Nitting à 7 km à vol d'oiseau, est de 10,4 °C et le cumul annuel moyen de précipitations est de 993,7 mm. 
La température maximale relevée sur cette station est de 37,9 °C, atteinte le 25 juillet 2019 ; la température minimale est de −19,4 °C, atteinte le 26 décembre 2010,,. 
Les paramètres climatiques de la commune ont été estimés pour le milieu du siècle (2041-2070) selon différents scénarios d'émission de gaz à effet de serre à partir des nouvelles projections climatiques de référence DRIAS-2020. Ils sont consultables sur un site dédié publié par Météo-France en novembre 2022.

## Urbanisme

### Typologie
Au 1er janvier 2024, Niderviller est catégorisée ceinture urbaine, selon la nouvelle grille communale de densité à sept niveaux définie par l'Insee en 2022.
Elle est située hors unité urbaine. Par ailleurs la commune fait partie de l'aire d'attraction de Sarrebourg, dont elle est une commune de la couronne,. Cette aire, qui regroupe 87 communes, est catégorisée dans les aires de 50 000 à moins de 200 000 habitants,.

### Occupation des sols
L'occupation des sols de la commune, telle qu'elle ressort de la base de données européenne d’occupation biophysique des sols Corine Land Cover (CLC), est marquée par l'importance des forêts et milieux semi-naturels (55,9 % en 2018), une proportion identique à celle de 1990 (55,9 %). La répartition détaillée en 2018 est la suivante : 
forêts (54,7 %), prairies (14,9 %), terres arables (12,7 %), zones urbanisées (9,7 %), zones agricoles hétérogènes (4,3 %), espaces verts artificialisés, non agricoles (2,6 %), milieux à végétation arbustive et/ou herbacée (1,2 %). L'évolution de l’occupation des sols de la commune et de ses infrastructures peut être observée sur les différentes représentations cartographiques du territoire : la carte de Cassini (XVIIIe siècle), la carte d'état-major (1820-1866) et les cartes ou photos aériennes de l'IGN pour la période actuelle (1950 à aujourd'hui).

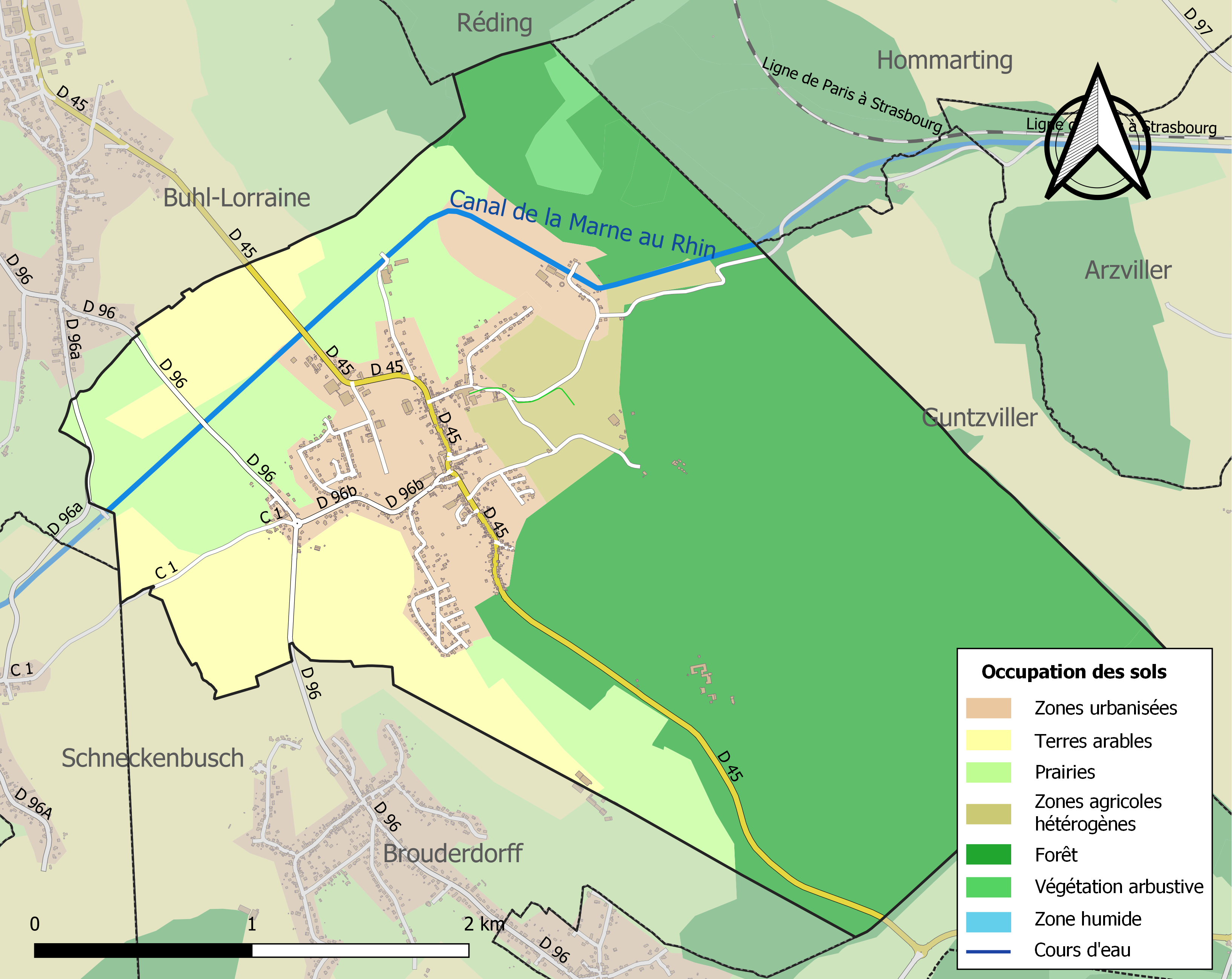
Carte des infrastructures et de l'occupation des sols de la commune en 2018 (CLC).

## Toponymie
- Étymologie : toponyme issu des termes germaniques nieder « bas, d'en bas » et weiler « hameau »[14].
- Anciens toponymes : Niederwilre (1163), Nyderwilre (XVe siècle), Nyder-Wuelles (1525), Nidersweiller (1594)[15], Niderwiller (XVIIIe siècle), Nidreviller (1793), Niederweiler (1871-1918).
- Toponymes similaires : voir Niederweiler et Niederweiler (Eifel), tous deux situés en Rhénanie-Palatinat (Allemagne).

### Sobriquet
Surnom sur les habitants : Tellerschlecker (littéralement « lécheur d’assiette »), notamment en référence à la manufacture de faïence qui est étroitement liée à l'histoire du village.

## Histoire
Niderviller, qui faisait dans l'origine partie du duché de Lorraine, fut cédé à la France en 1661 (traité de Vincennes), avec les autres localités de la prévôté de Sarrebourg.
Il y avait autrefois un château seigneurial qui appartint au général de Custine, personnalité qui périt sous la hache révolutionnaire en 1793.
À l'époque du district de Sarrebourg, la commune était un chef-lieu de canton.

## Politique et administration

### Mairie
| Période                                  | Période   | Identité                | Étiquette | Qualité |
| ---------------------------------------- | --------- | ----------------------- | --------- | ------- |
| 1959                                     | 1965      |                         |           |         |
| 1965                                     | mars 1971 |                         |           |         |
| mars 1971                                | mars 1989 | Adrien Gall             |           |         |
| mars 1989                                | mars 1995 | Pierre Aragnou          |           |         |
| mars 1995                                | mai 2020  | Claude Vouriot          |           |         |
| mai 2020                                 | en cours  | Marie-Véronique Buschel |           |         |
| Les données manquantes sont à compléter. |           |                         |           |         |

### Santé
En 1949, le château de Niderviller est reconverti en aérium pour enfants malades. Il devient une maison de convalescence pour les victimes d'accidents cardiovasculaires en 1982.
Le site de Niderviller est aujourd'hui rattaché au centre de réadaptation spécialisé Saint-Luc d'Abreschviller. Ce centre de soins de suite et de réadaptation (SSR) est un établissement public de santé. Sa vocation est d'accueillir et de soigner toute personne dont l'état de santé nécessite une prise en charge de rééducation et de réadaptation. Ce site dispose de 52 lits de soins de suite et 12 places d'hôpital de jour de rééducation gériatrique et d'une consultation mémoire.
Une nouvelle unité de soins de longue durée (USLD) est inaugurée est novembre 2019 en remplacement de l'hôpital de Hoff à Sarrebourg.

### Animations
La vallée de la Bièvre en fête est une foire qui met en valeur le terroir : artisanat, production agro-alimentaire, tourisme...

## Démographie
L'évolution du nombre d'habitants est connue à travers les recensements de la population effectués dans la commune depuis 1793. Pour les communes de moins de 10 000 habitants, une enquête de recensement portant sur toute la population est réalisée tous les cinq ans, les populations de référence des années intermédiaires étant quant à elles estimées par interpolation ou extrapolation. Pour la commune, le premier recensement exhaustif entrant dans le cadre du nouveau dispositif a été réalisé en 2006.

En 2022, la commune comptait 1 152 habitants, en évolution de −5,73 % par rapport à 2016 (Moselle : +0,52 %, France hors Mayotte : +2,11 %).
| 1793 | 1800 | 1806 | 1821 | 1831 | 1836 | 1841 | 1846 | 1851 |
| ---- | ---- | ---- | ---- | ---- | ---- | ---- | ---- | ---- |
| 541  | 684  | 762  | 786  | 867  | 839  | 922  | 889  | 838  |

| 1856 | 1861 | 1871 | 1875 | 1880 | 1885 | 1890 | 1895 | 1900 |
| ---- | ---- | ---- | ---- | ---- | ---- | ---- | ---- | ---- |
| 668  | 797  | 848  | 813  | 815  | 853  | 901  | 888  | 901  |

| 1905  | 1910  | 1921 | 1926 | 1931 | 1936 | 1946 | 1954 | 1962 |
| ----- | ----- | ---- | ---- | ---- | ---- | ---- | ---- | ---- |
| 1 004 | 1 032 | 865  | 892  | 826  | 855  | 890  | 902  | 881  |

| 1968 | 1975  | 1982  | 1990  | 1999  | 2006  | 2011  | 2016  | 2021  |
| ---- | ----- | ----- | ----- | ----- | ----- | ----- | ----- | ----- |
| 898  | 1 010 | 1 140 | 1 072 | 1 069 | 1 113 | 1 196 | 1 222 | 1 172 |

| 2022  | - | - | - | - | - | - | - | - |
| ----- | - | - | - | - | - | - | - | - |
| 1 152 | - | - | - | - | - | - | - | - |

## Culture locale et patrimoine

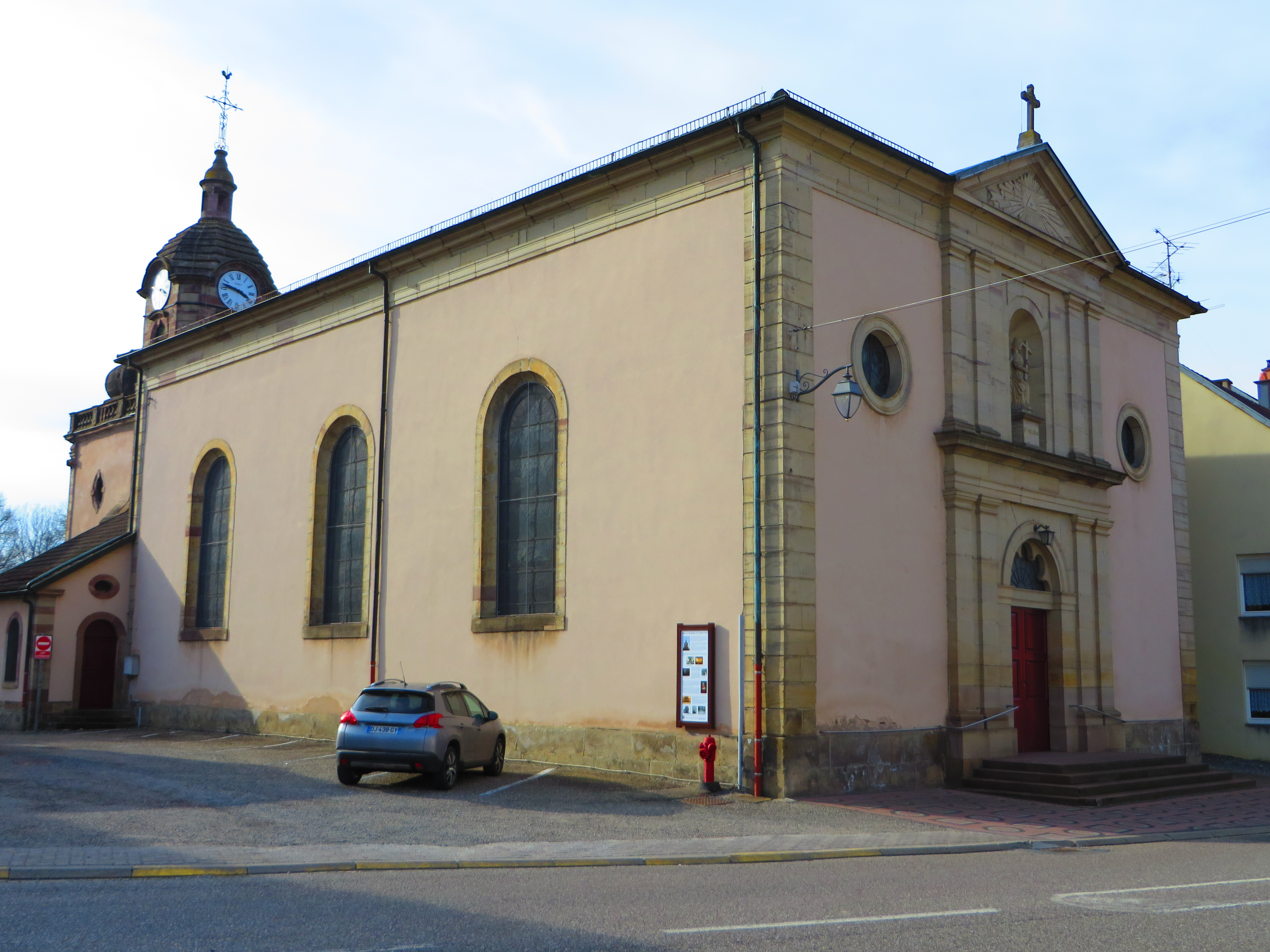
Église Sainte-Croix.

### Lieux et monuments

#### Religieux
- Église Sainte-Croix XIXe siècle : clocher à coupole XVIIIe siècle contre l'abside (l'église a été retournée au XIXe siècle) ; chaire XVIIIe siècle, orgue 1878.
- Sculpture descente de la Croix.
- Monument aux morts.

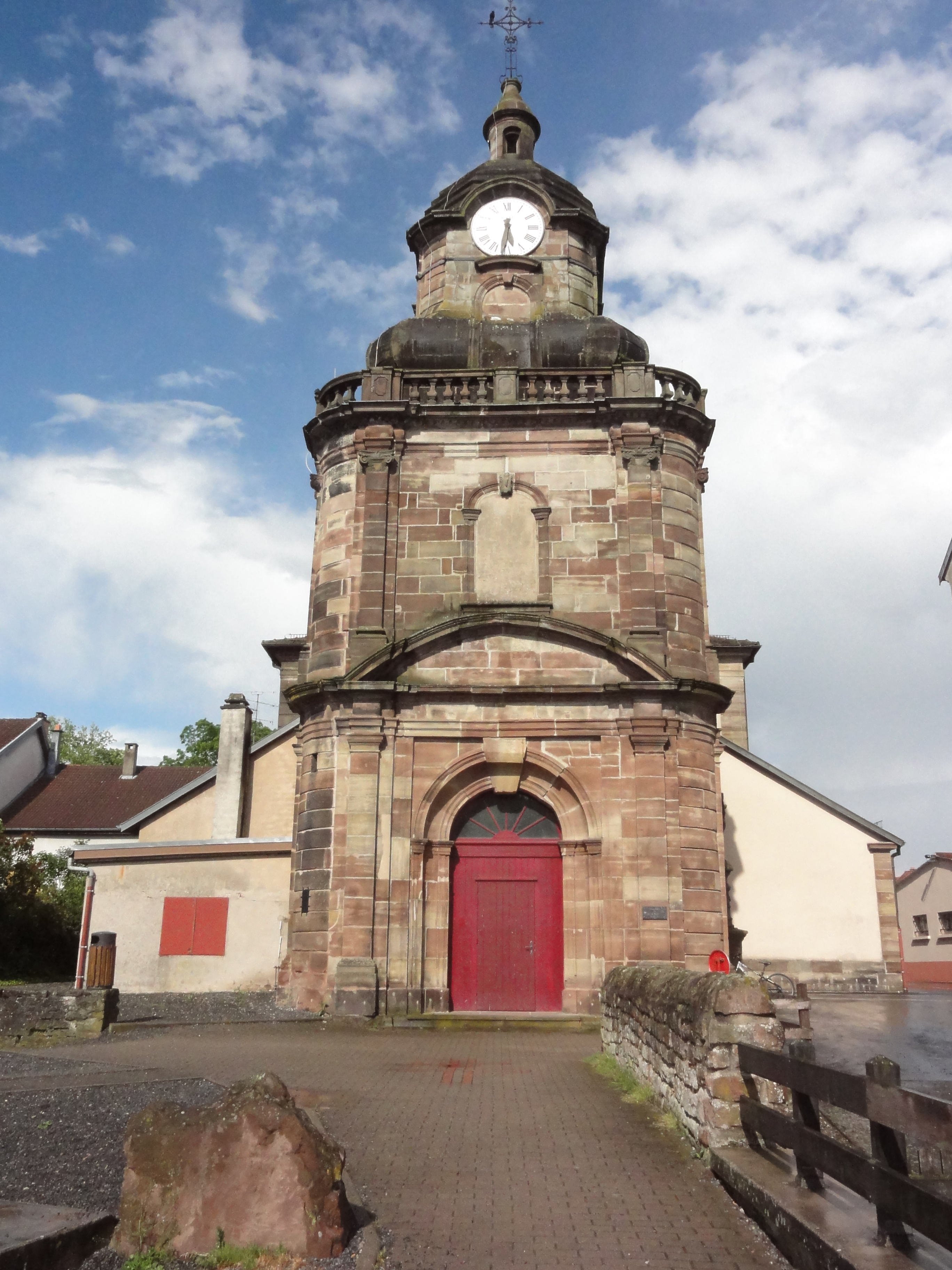
Église Sainte-Croix, le clocher contre l'abside.
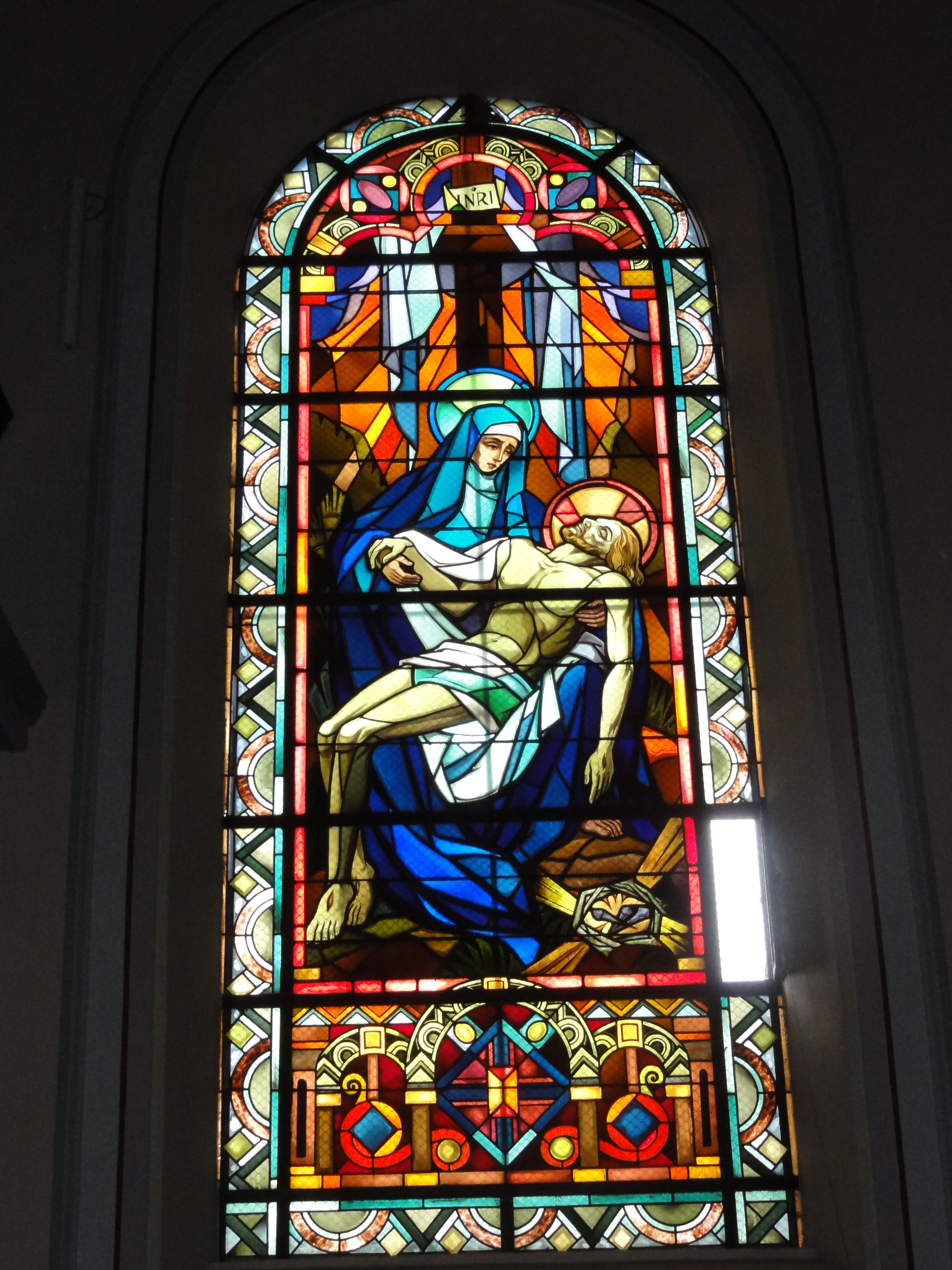
Église, vitrail de la descente de la Croix.
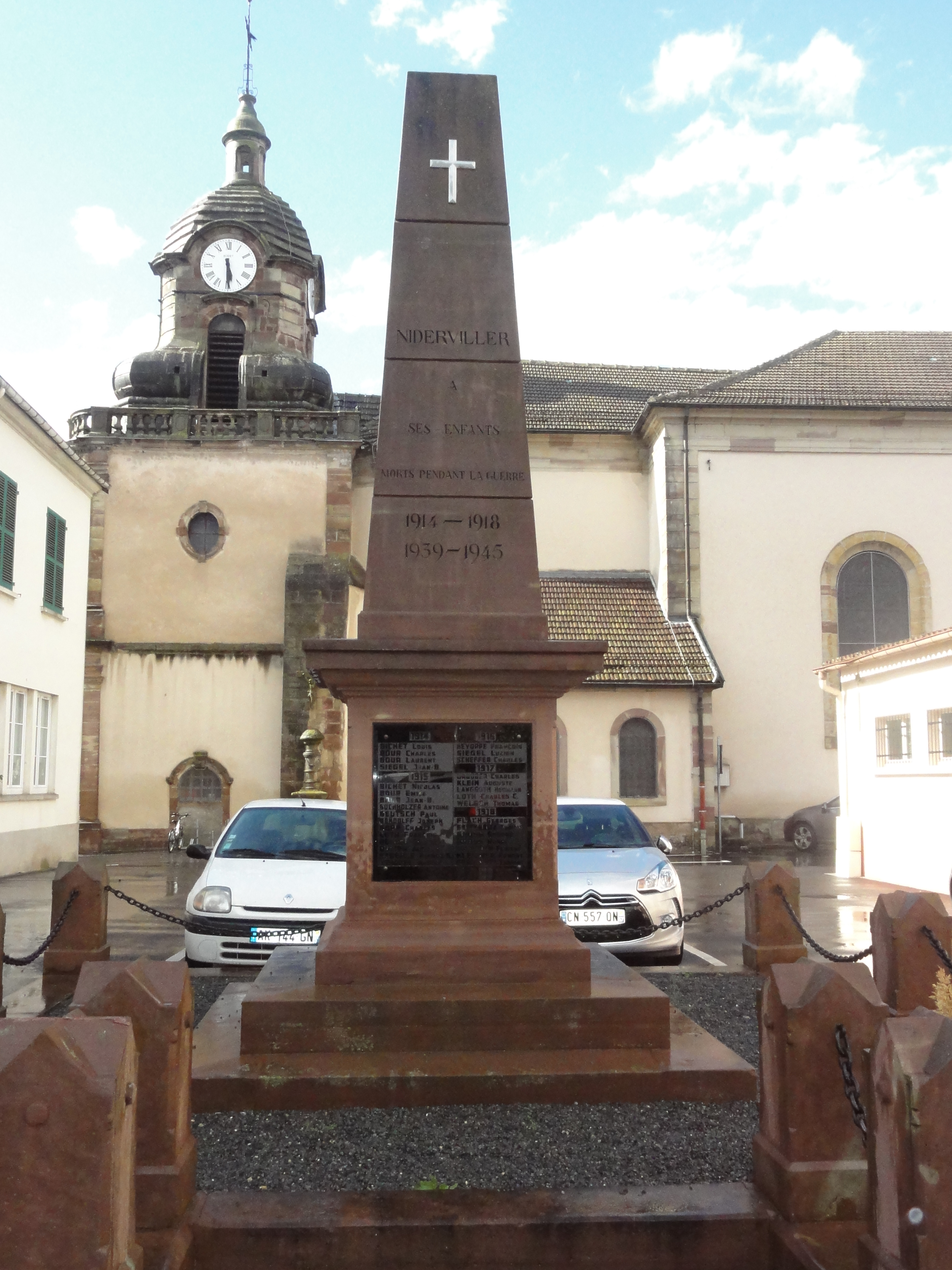
Monument aux morts.
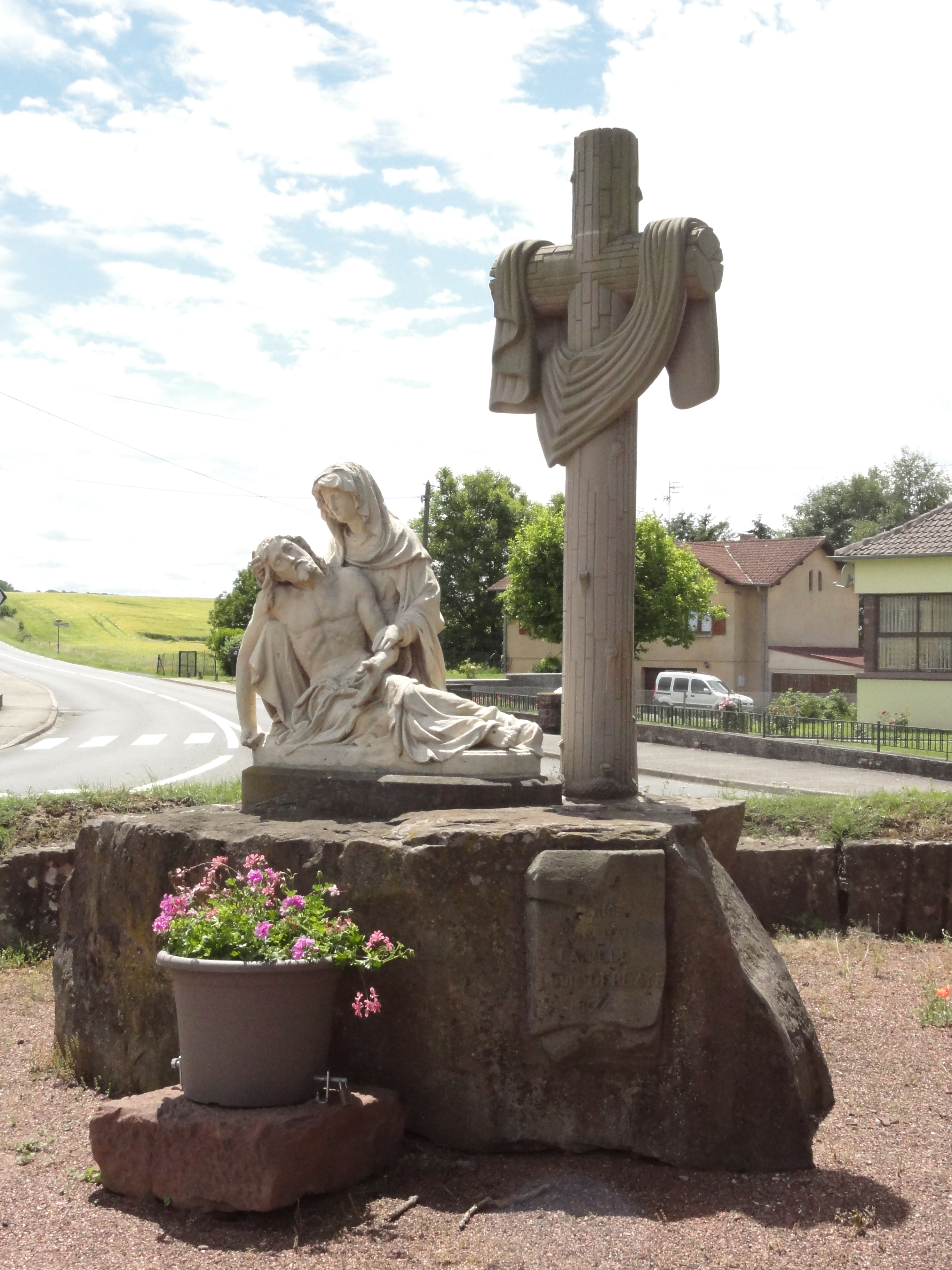
Sculpture Descente de la Croix.

#### Historiques
- Ruines d'une villa romaine.
- Château des Carrières, construit vers 1863 par Léopold Halphen pour son gendre Théodore Cerfberr. En 1928, il fut acheté par la congrégation des pères de Saint-Camille de Lellis, qui y installèrent un centre de désintoxication alcoolique, puis après 1948 un aérium. Incendié en janvier 1945, le corps principal fut détruit et seuls les murs extérieurs restèrent debout. Il fut reconstruit en 1948-1949 puis abrita le centre infantile Saint-Camille. Depuis le 1er mars 1982, le château des Carrières abrite une partie du Centre de réadaptation spécialisé Saint-Luc d'Abreschviller.
- Ancien château de la Famille de Custine (détruit).

#### Civils et Industriels
- Faïencerie de Niderviller, première manufacture de 1735 ; reconstruction, après incendie, en 1754-1756 (fabrication de porcelaine dure)[24]. Production plus industrielle au cours du XIXe siècle. Ainsi que ses deux fours-bouteilles, un en plein air, l'autre en abri.
- Tuilerie - Briqueterie.
- Vieux moulin.
- Carrière.

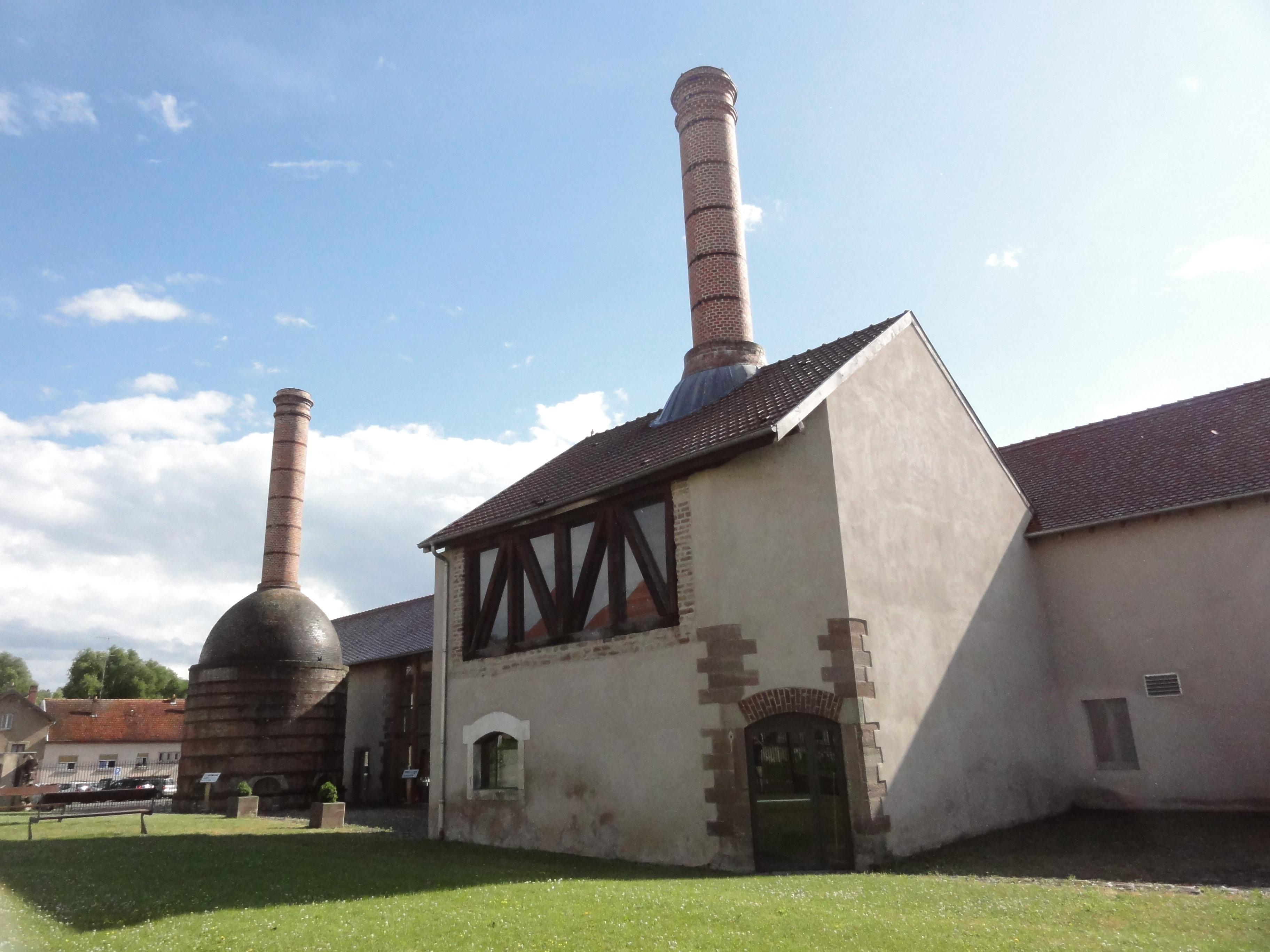
La faïencerie de Niderviller avec ses fours-bouteilles.
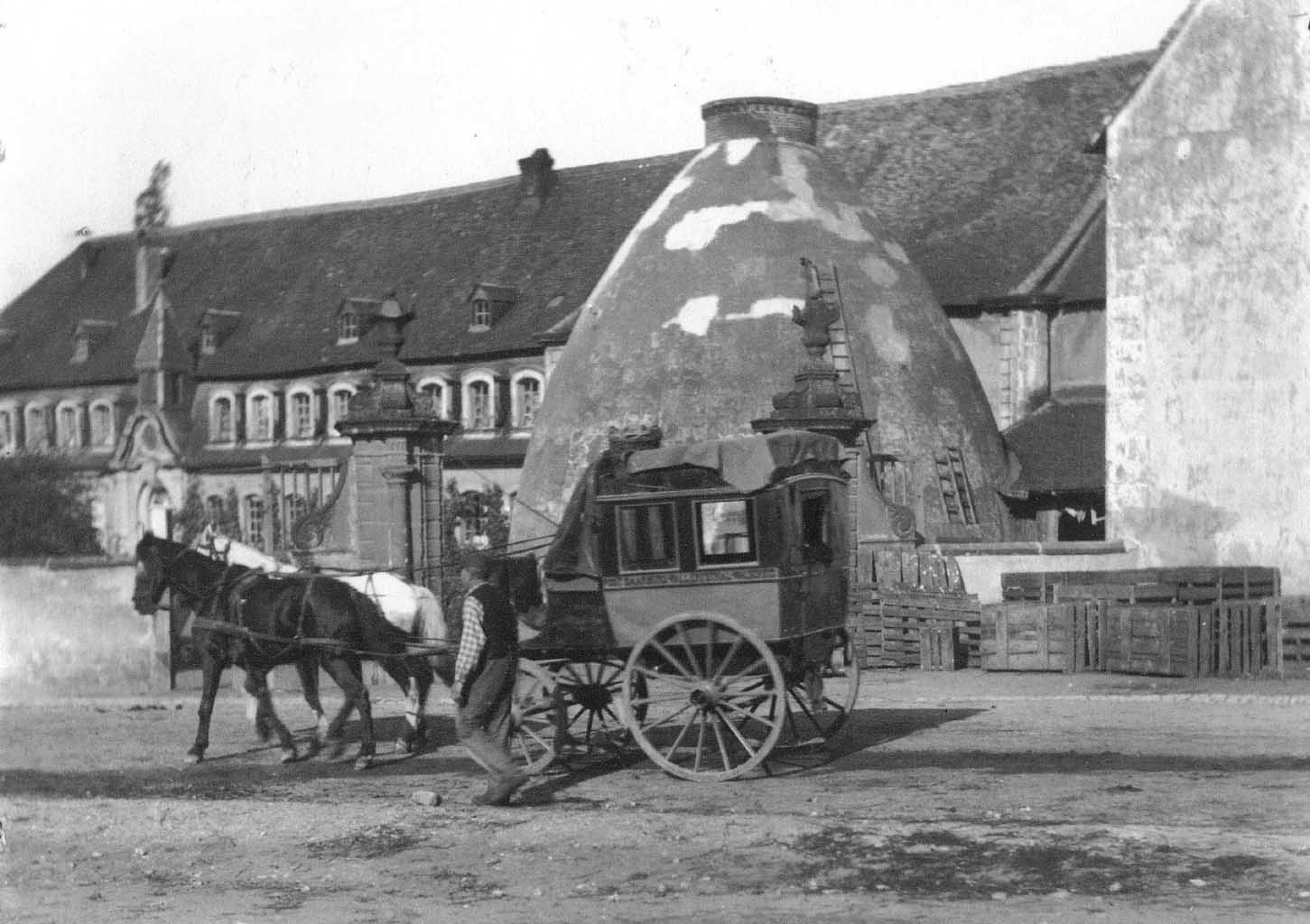
L’entrée de la faïencerie de Niderviller vers 1900.
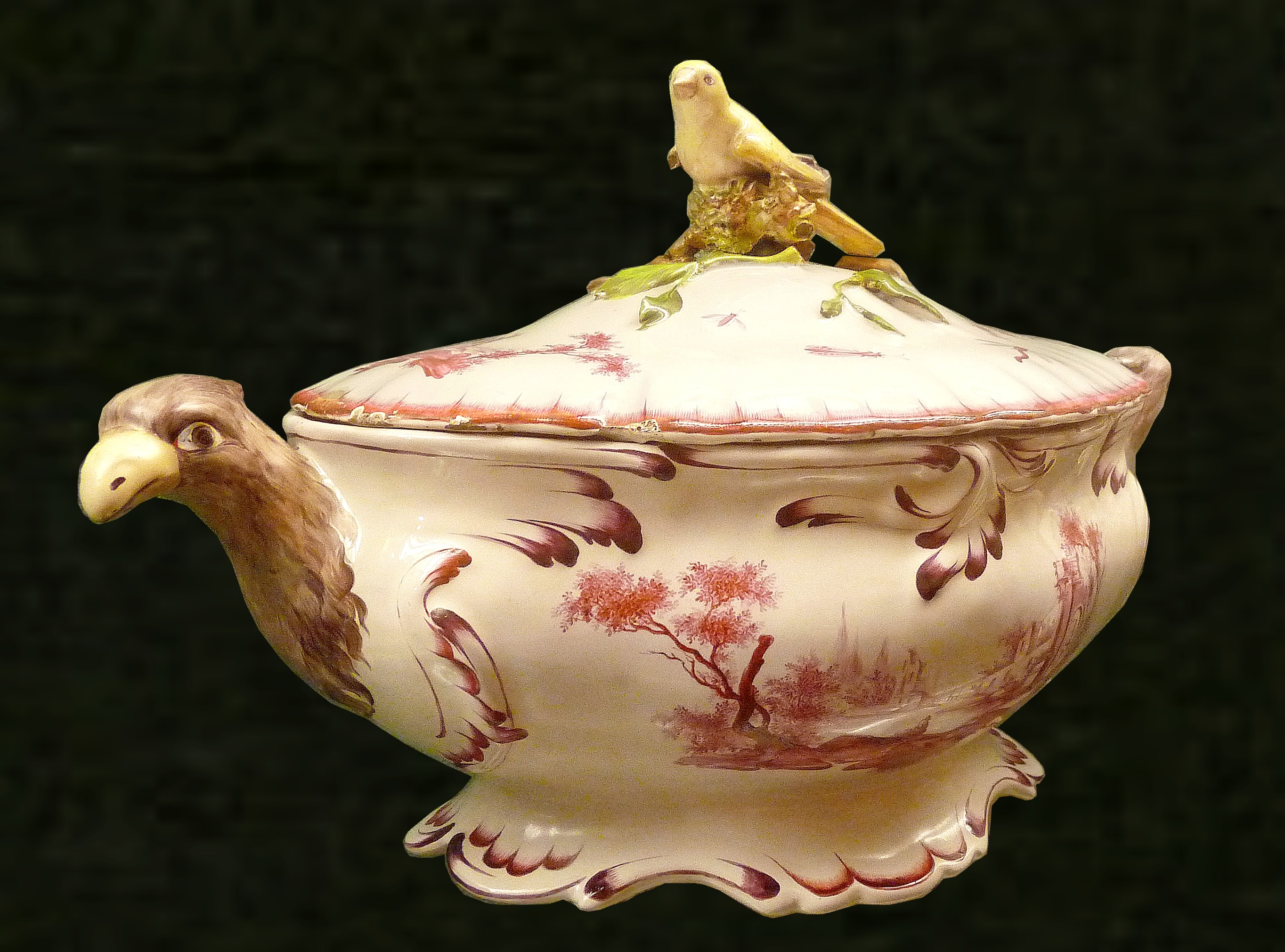
Terrine de Niderviller : paysage en camaïeu rose, orné de têtes de rapaces, vers 1760.
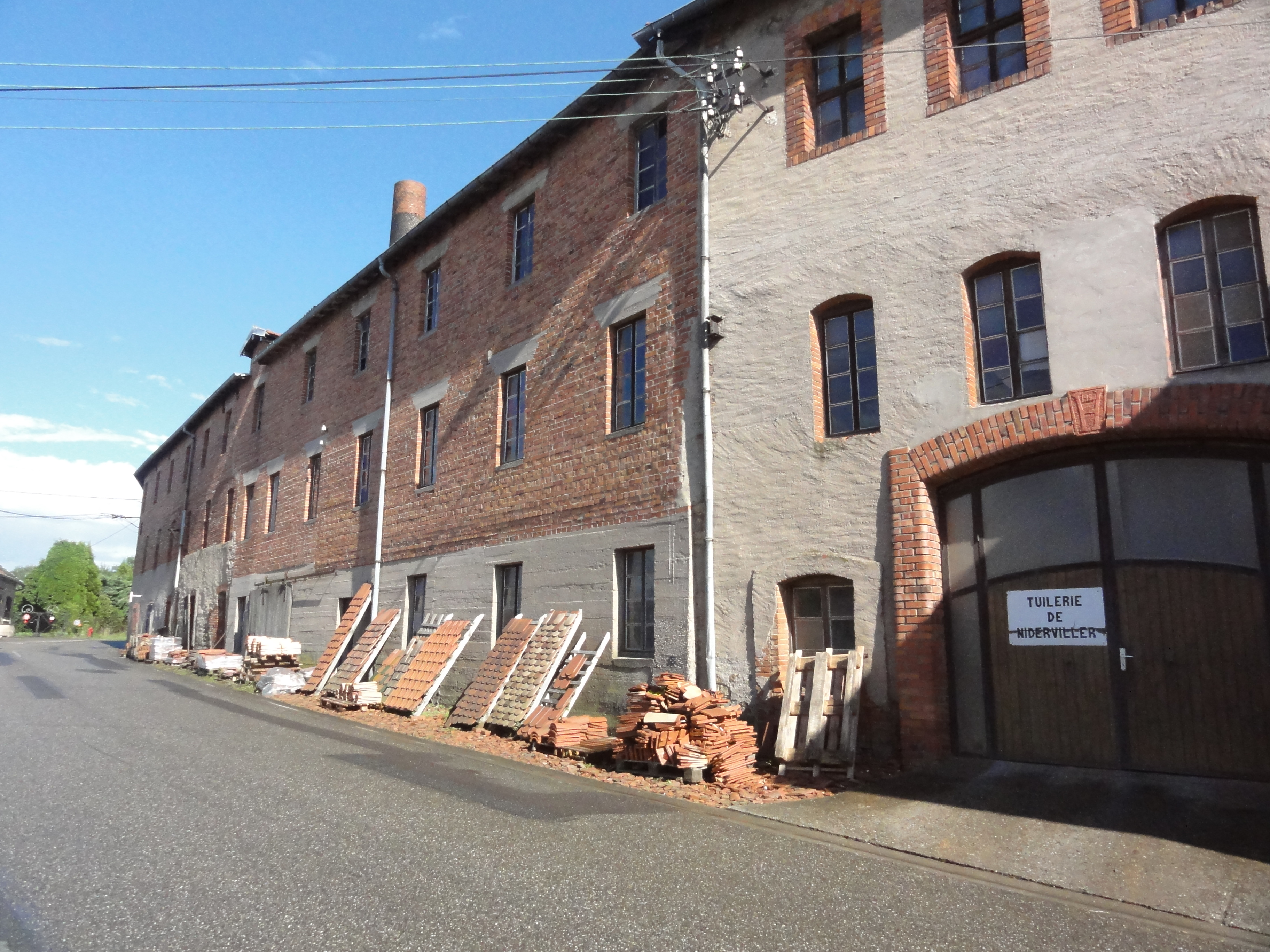
La tuilerie de Niderviller.
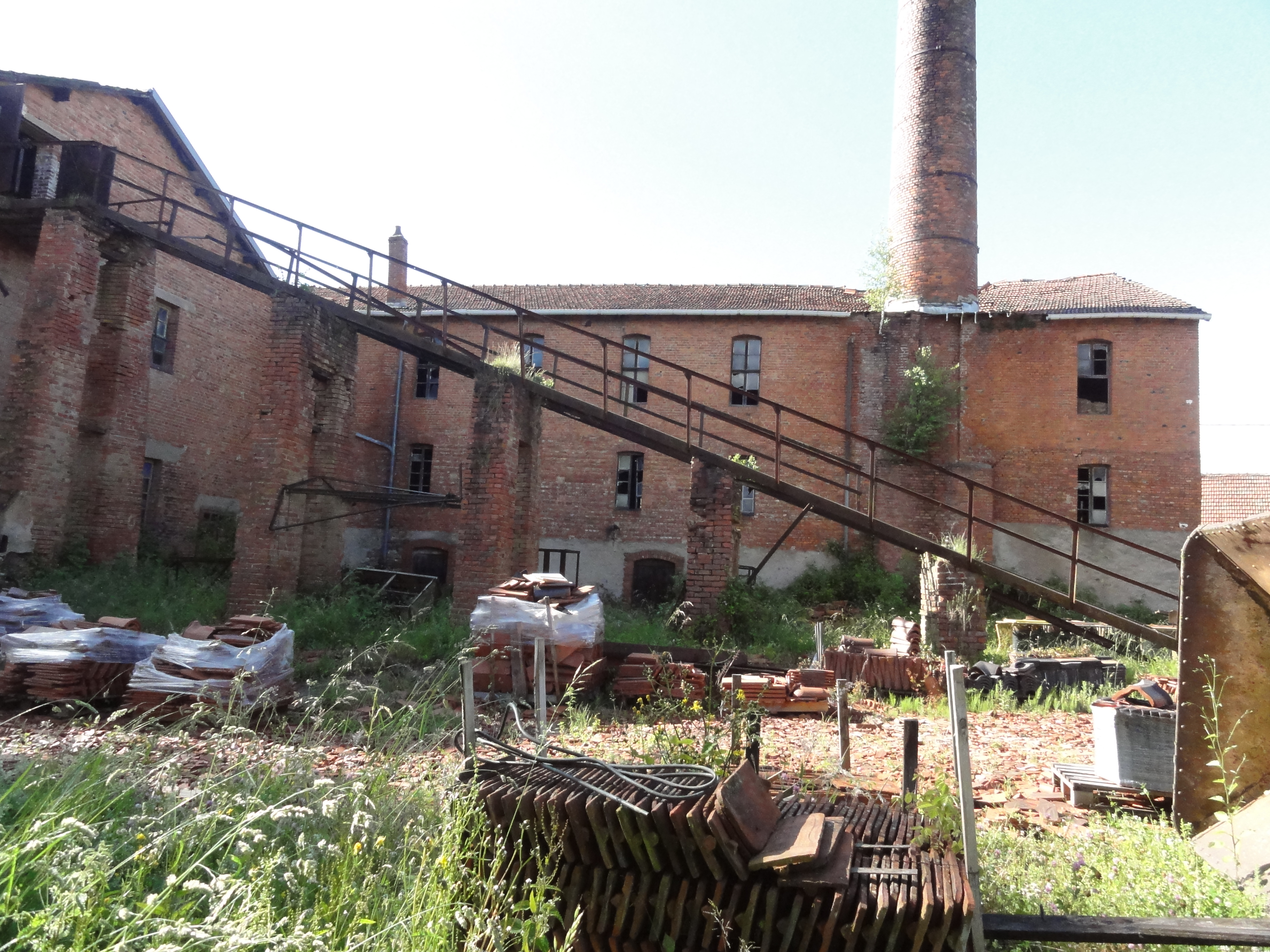
La tuilerie de Niderviller.
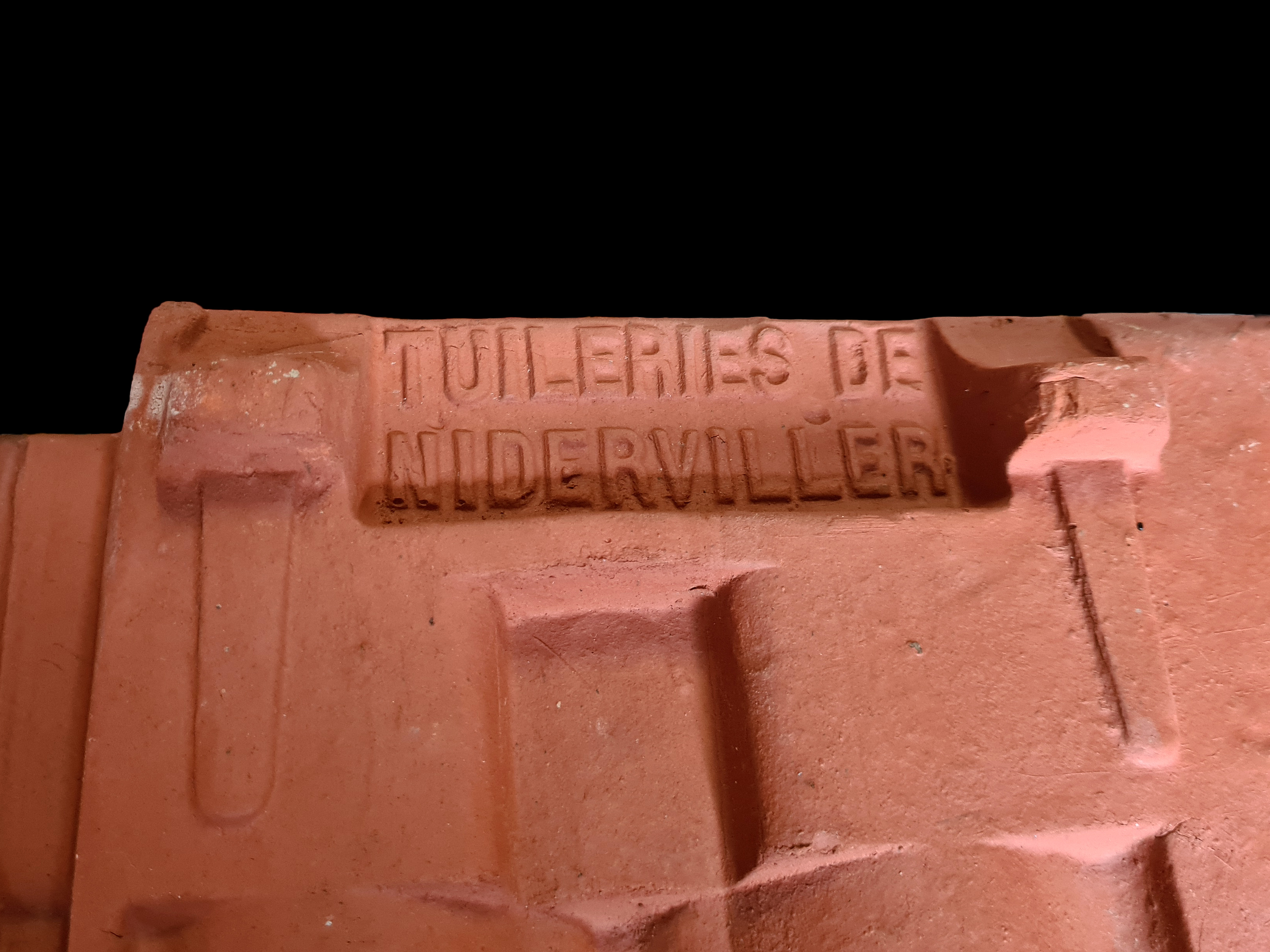
Marque de fabrique des Tuileries de Niderviller.

### Personnalités liées à la commune
- Jean-Louis Beyerlé (1709-1786), baron, économiste, avocat, imprimeur, propriétaire de la faïencerie de Niderviller.
- Adam-Philippe, comte de Custine (1742-1793), général de la Révolution française, seigneur de Niderviller et propriétaire de la faïencerie.
- Delphine, marquise de Custine (1770-1826), femme de lettres et salonnière française.
- Astolphe, marquis de Custine (1790-1857), écrivain français, né à Niderviller.

### Héraldique
| Blason de Niderviller | Blason  | Écartelé: aux 1er et 4e d'argent à la bande de sable côtoyée de deux cotices du même, aux 2e et 3e de sable semé de fleurs de lis d'argent; à la croix de Lorraine de gueules accostée des lettres capitales N et V du même brochant sur le tout. |
| Blason de Niderviller | Détails | Le statut officiel du blason reste à déterminer. |

## Faune locale
Des cigognes nichent habituellement au sommet des fours-bouteilles de la faïencerie,.